# Cystowithius colombicus
Espèce
Cystowithius colombicus est une espèce de pseudoscorpions de la famille des Withiidae.

## Distribution
Cette espèce est endémique du département de Cundinamarca en Colombie. Elle se rencontre sur le páramo de Monserrate.

## Description
Les mâles mesurent de 2,00 à 2,11 mm et la femelle paratype 2,42 mm.

## Étymologie
Son nom d'espèce lui a été donné en référence au lieu de sa découverte, la Colombie.

## Publication originale
- Harvey, 2004 : Remarks on the New World pseudoscorpion genera Parawithius and Victorwithius, with a new genus bearing a remarkable sternal modification (Pseudoscorpiones, Withiidae). Journal of Arachnology, vol. 32, no 3, p. 436-456 (texte intégral).